# Universidad Bob Jones
La Universidad Bob Jones (BJU: Bob Jones University) es una universidad evangélica privada de Greenville (Carolina del Sur). Es conocida por sus posturas culturales y religiosas conservadoras. La universidad, con aproximadamente 3000 estudiantes, está acreditada por la Comisión de Colegios de la Asociación Sureña de Escuelas y Colegios Universitarios (SACS: Southern Association of Colleges and Schools) y la Asociación Transnacional de Colegios y Escuelas Cristianas (TRACS: Transnational Association of Christian Colleges and Schools). En 2017, la universidad estimó el número de sus graduados en 40.184.

## Historia
Durante la controversia entre fundamentalistas y modernistas de la década de 1920, el evangelista cristiano Bob Jones padre estaba cada vez más preocupado por lo que consideraba la secularización de la enseñanza superior y la influencia del liberalismo religioso en las universidades confesionales. Jones recordaba que, en 1924, su amigo William Jennings Bryan se había inclinado hacia él en una conferencia bíblica en Winona Lake (Indiana) y le había dicho: "Si las escuelas y universidades no dejan de enseñar la evolución como un hecho, nos convertiremos en una nación de ateos". Aunque Jones no era licenciado universitario, estaba decidido a fundar una universidad. El 12 de septiembre de 1927, Jones inauguró el Colegio Bob Jones en Panama City (Florida), con 88 estudiantes. Jones dijo que, aunque se había mostrado reacio a poner su nombre a la escuela, sus amigos vencieron su reticencia "con el argumento de que la escuela se llamaría así debido a mi conexión con ella y que intentar darle cualquier otro nombre confundiría a la gente".
Bob Jones no recibía ningún salario del colegio. Jones mantenía el colegio con sus ahorros personales y los ingresos de sus campañas evangelísticas. El momento y el lugar no eran propicios. El boom inmobiliario de Florida había alcanzado su punto álgido en 1925 y un huracán en septiembre de 1926 redujo aún más el valor de la tierra. La Gran Depresión le pisó los talones. El Colegio Bob Jones sobrevivió a duras penas a la quiebra y a su traslado a Cleveland (Tennessee), en 1933. Ese mismo año, la universidad también puso fin a la participación en deportes intercolegiales. No obstante, el traslado de Jones a Cleveland resultó extraordinariamente ventajoso. En bancarrota en el punto más bajo de la Depresión, sin casa y con apenas dinero para trasladar su biblioteca y el mobiliario de oficina, la universidad se convirtió en la mayor universidad de artes liberales de Tennessee trece años después. Con la promulgación de la Ley de Reajuste de Militares (comúnmente conocida como G.I Bill: Servicemen's Readjustment Act) al final de la Segunda Guerra Mundial, la necesidad de ampliar el campus para dar cabida a un mayor número de matriculados llevó a su traslado a Carolina del Sur.
Aunque Jones ya había sido presidente en funciones en 1934, su hijo, Bob Jones Jr., se convirtió oficialmente en el segundo presidente de la escuela en 1947, antes de que la universidad se trasladara a Greenville (Carolina del Sur) y se convirtiera en la Universidad Bob Jones. En Greenville, la universidad duplicó su tamaño en dos años y creó una emisora de radio, un departamento de cine y una galería de arte, que con el tiempo se convirtió en una de las mayores colecciones de arte religioso del hemisferio occidental.

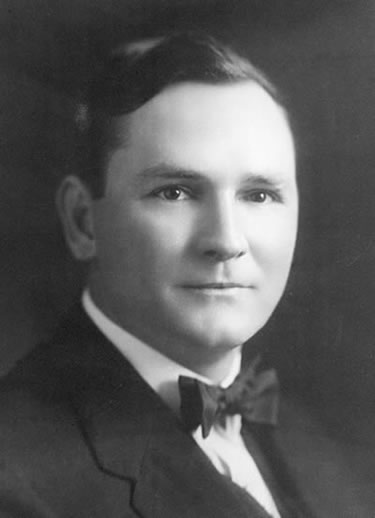
Bob Jones padre, fundador de la universidad

A finales de la década de 1950, la Universidad Bob Jones y su antiguo alumno Billy Graham, que había asistido al Colegio Bob Jones durante un semestre y había recibido un título honorífico de la universidad en 1948, se enzarzaron en una polémica sobre la conveniencia de que los conservadores teológicos cooperaran con los liberales teológicos para apoyar campañas evangelísticas, una polémica que ensanchó una brecha ya creciente entre los fundamentalistas separatistas y otros evangélicos. La publicidad negativa causada por la disputa precipitó un descenso en la matrícula de la Universidad Bob Jones de alrededor del 10% en los años 1956-59 y siete miembros del consejo de la universidad (de unos cien) también dimitieron en apoyo de Graham, incluido el propio Graham y dos de sus empleados. Cuando, en 1966, Graham celebró su única campaña americana en Greenville, la universidad prohibió a cualquier estudiante de la Universidad Bob Jones asistir bajo pena de expulsión. La matrícula se recuperó rápidamente y en 1970 había 3.300 estudiantes, aproximadamente un 60% más que en 1958.
En 1971, Bob Jones III se convirtió en presidente a la edad de 32 años, aunque su padre, con el título de canciller, siguió ejerciendo una considerable autoridad administrativa hasta finales de la década de 1990. En la ceremonia de graduación de 2005, Stephen Jones fue investido cuarto presidente y Bob Jones III asumió el título de canciller. Stephen Jones dimitió en 2014 por motivos de salud y el evangelista Steve Pettit fue nombrado presidente, el primero sin relación con la familia Jones.
En 2011, la universidad se convirtió en miembro de la Asociación Transnacional de Colegios y Escuelas Cristianas y reinstauró el atletismo intercolegial. En marzo de 2017, la universidad recuperó su exención de impuestos federales después de que una complicada reestructuración dividiera la organización en entidades con y sin ánimo de lucro, y en junio de 2017 recibió la acreditación de la Asociación Sureña de Escuelas y Colegios universitarios de Estados Unidos.
En marzo de 2023, Pettit dimitió, con efecto a partir del 5 de mayo, alegando su incapacidad para trabajar con el presidente del patronato de la universidad. Poco después, el presidente del patronato también dimitió.

## Académicos
La universidad consta de siete facultades y escuelas que ofrecen más de 60 carreras universitarias, incluidos catorce programas de grado asociado. Muchos de los empleados de la universidad consideran que sus puestos son tanto ministerios como empleos. Es habitual que los profesores que se jubilan lleven más de cuarenta años al servicio de la universidad, circunstancia que ha contribuido a la estabilidad y el conservadurismo de una institución de enseñanza superior que prácticamente carece de dotación y en la que los salarios del profesorado son "sacrificados".

### Educación religiosa

#### Escuela de Religión
La Facultad de Religión incluye carreras tanto para hombres como para mujeres, aunque sólo los hombres se forman como estudiantes ministeriales. Muchos de estos estudiantes ingresan en un seminario tras completar sus estudios universitarios. Otros acceden a puestos ministeriales directamente desde la universidad y los estudiantes de tercer año participan en un programa de prácticas en iglesias que les prepara para el ministerio pastoral. En 1995, 1.290 graduados de la Universidad Bob Jones servían como pastores principales o asociados en iglesias de todo Estados Unidos. En 2017, más de 100 pastores solo en el norte del estado eran graduados de la Universidad Bob Jones.

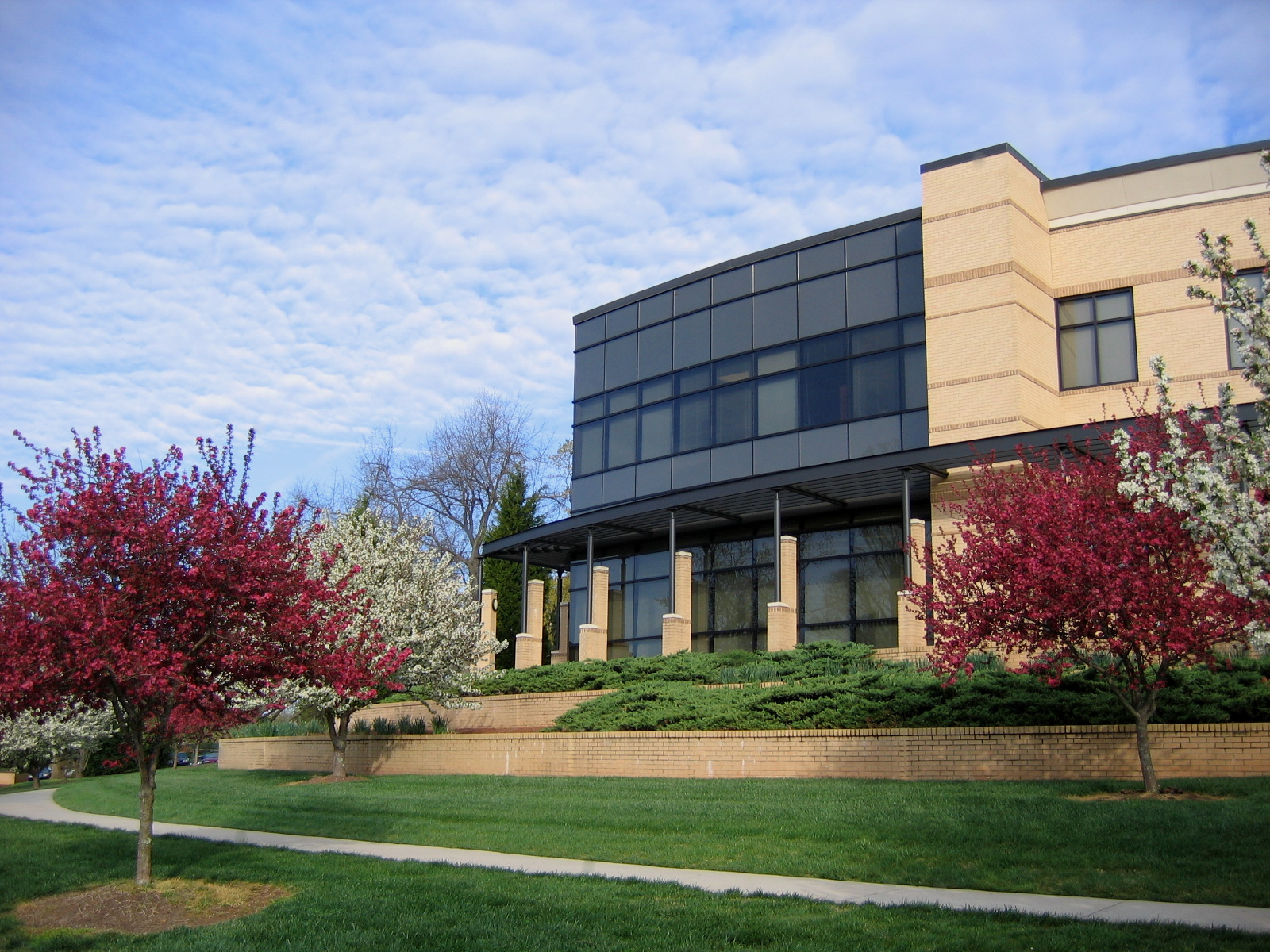
El edificio del seminario de la Universidad Bob Jones

#### Posición sobre la versión del rey Jacobo de la Biblia
La universidad utiliza la versión del Rey Jacobo (KJV: King James Version) de la Biblia en sus servicios y aulas, pero no considera que esta sea la única traducción aceptable al inglés ni que tenga la misma autoridad que los manuscritos originales en hebreo y griego. El movimiento Solo King James (King James Only Movement), o más correctamente, movimientos, ya que tiene muchas variaciones se convirtió en una fuerza divisoria en el fundamentalismo cuando las traducciones conservadoras y modernas de la Biblia, como la Nueva Biblia Estándar Americana (NASB: New American Standard Bible) y la Nueva Versión Internacional (NIV: New International Version), comenzaron a aparecer en la década de 1970. La Universidad Bob Jones ha adoptado la postura de que los cristianos ortodoxos de finales del siglo XIX y principios del XX (incluidos los fundamentalistas) estaban de acuerdo en que, aunque la versión del Rey Jacobo era una traducción sustancialmente exacta, sólo los manuscritos originales de la Biblia escritos en hebreo y griego eran infalibles e inerrantes. Bob Jones Jr. calificó la postura de sólo la versión de la biblia del Rey Jacobo de "herejía" y "en un sentido muy definido, una blasfemia".

### Bellas artes
La División de Bellas Artes cuenta con el mayor número de profesores de las seis escuelas de grado de la universidad. Cada año, la universidad presenta una ópera en el semestre de primavera y obras de Shakespeare tanto en el semestre de otoño como en el de primavera. La División de Bellas Artes incluye un departamento de RTV con una emisora de radio y televisión en el campus, la WBJU. También se presentan anualmente más de cien conciertos, recitales y producciones teatrales de laboratorio.
Cada otoño, como herramienta de reclutamiento, la universidad patrocina un "High School Festival" en el que los estudiantes compiten en concursos de música, arte y oratoria (incluida la predicación) con sus compañeros de todo el país. En primavera, un concurso similar patrocinado por la Asociación Americana de Escuelas Cristianas y organizado por la Universidad Bob Jones desde 1977, reúne en la universidad a miles de finalistas nacionales de todo el país. En 2005, 120 de los finalistas de años anteriores regresaron a la Universidad Bob Jones como estudiantes de primer año.

### Ciencia
La Universidad Bob Jones apoya el creacionismo de la Tierra joven, todos sus profesores de biología son creacionistas de la Tierra joven y la universidad rechaza la evolución, considerándola "en el mejor de los casos, una hipótesis insostenible e inviable".
Según el sitio web de la Universidad Bob Jones, "más del 80% de nuestros graduados de premedicina son aceptados en una facultad de medicina o de odontología en el año siguiente a su graduación". El Departamento de Biología alberga dos programas de investigación en el campus, uno sobre investigación del cáncer y otro sobre comportamiento animal. Aunque diez de los dieciséis miembros de la facultad de ciencias son licenciados por la Universidad Bob Jones, todos ellos se doctoraron en instituciones de enseñanza superior acreditadas y no religiosas.
La carrera de enfermería de la universidad está aprobada por la Junta de Enfermería del Estado de Carolina del Sur y un graduado de la Universidad Bob Jones con una Licenciatura en Ciencias de Enfermería (BSN: Bachelor of Science in Nursing) es elegible para tomar el Examen de Licencia del Consejo Nacional para convertirse en una enfermera registrada. El programa de ingeniería de la Universidad Bob Jones está acreditado por la Junta de Acreditación de Ingeniería y Tecnología (ABET: Accreditation Board for Engineering and Technology).

### Acreditación y clasificaciones
Bob Jones padre se mostró receloso de la acreditación académica casi desde la fundación de la universidad y, a principios de la década de 1930, ya había manifestado públicamente su oposición a la acreditación regional. Jones y la universidad fueron criticados por esta postura y el reconocimiento académico, así como la captación de estudiantes y profesores, se vieron obstaculizados.
En 1944, Jones escribió a John Walvoord, del Seminario Teológico de Dallas, que aunque la universidad no tenía "ninguna objeción al trabajo educativo altamente estandarizado.... Nosotros, sin embargo, no podemos conscientemente dejar que algún grupo de expertos en educación o algún comité de expertos que puedan tener una inclinación conductista o atea sobre la educación controlen o incluso influyan en las políticas administrativas de nuestra universidad". Cinco años más tarde, Jones reflexionaba que "nos costó algo mantenernos al margen de una asociación, pero nos mantuvimos al margen. Hemos estado a la altura de nuestras convicciones". En cualquier caso, la falta de acreditación parece haber tenido poca importancia durante la posguerra, cuando la universidad duplicó con creces su tamaño.
Dado que los graduados no se beneficiaban de títulos acreditados, el profesorado sintió una mayor responsabilidad a la hora de preparar a sus alumnos. Al principio de la historia de la universidad, hubo cierta reticencia por parte de otras instituciones a aceptar los créditos de la Universidad Bob Jones por su valor nominal, pero en la década de 1960, los alumnos de la Universidad Bob Jones eran aceptados por la mayoría de las principales escuelas de posgrado y profesionales de Estados Unidos. A ello contribuyó, sin duda, el hecho de que algunos de los programas más sólidos de la universidad se impartieran en las áreas de música, oratoria y arte, disciplinas en las que la capacidad podía medirse mediante audiciones o portafolios y no mediante calificaciones en papel.
No obstante, a principios de la década de 2000, la universidad reexaminó discretamente su postura sobre la acreditación a medida que proliferaban las fábricas de títulos y algunos organismos gubernamentales, como los departamentos de policía locales, empezaban a excluir a los graduados de la Universidad Bob Jones porque la universidad no aparecía en las listas federales correspondientes. En 2004, la universidad inició el proceso de adhesión a la Asociación Transnacional de Colegios y Escuelas Cristianas. En abril de 2005 obtuvo el estatus de candidata, es decir, la acreditación y en noviembre de 2006 se convirtió en miembro de pleno derecho de la Asociación. En diciembre de 2011, la Universidad Bob Jones anunció su intención de solicitar la acreditación regional de la Comisión de Colegios de la Asociación Sureña de Escuelas y Colegios Universitarios, que recibió en 2017.
En 2017, US News clasificó a Universidad Bob Jones como #61 (empate) en Universidades Regionales del Sur y #7 en Escuelas de Mejor Valor.

### Participación política
Cuando tenía doce años, Bob Jones padre pronunció un discurso de veinte minutos en defensa del Partido Populista. Jones era amigo y admirador de William Jennings Bryan, pero también hizo campaña por todo el Sur a favor de Herbert Hoover (y en contra de Al Smith) durante las elecciones presidenciales de 1928. Incluso la historia autorizada de la Universidad Bob Jones señala que tanto Bob Jones padre como Bob Jones Jr. "jugaron duro políticamente" al tratar con los tres municipios en los que se ubicó sucesivamente la escuela. Por ejemplo, en 1962, Bob Jones padre advirtió al Consejo Municipal de Greenville que tenía "cuatrocientos votos en el bolsillo y que en cualquier elección tendría el control sobre quién sería elegido".
El sermón de Bob Jones Sr. del 17 de abril de 1960, Domingo de Pascua, emitido por la radio, titulado "¿Es la segregación bíblica?" sirvió como documento de posición de la universidad sobre la raza en los años 60, 70 y 80. La transcripción se envió en forma de panfleto en cartas para recaudar fondos y se vendió en la librería de la universidad. En el sermón, Jones afirma: "Si estáis contra la segregación y contra la separación racial, entonces estáis contra Dios Todopoderoso". La escuela inició una larga historia de apoyo a políticos que se consideraban alineados con la segregación racial.

#### Vínculos con el Partido Republicano

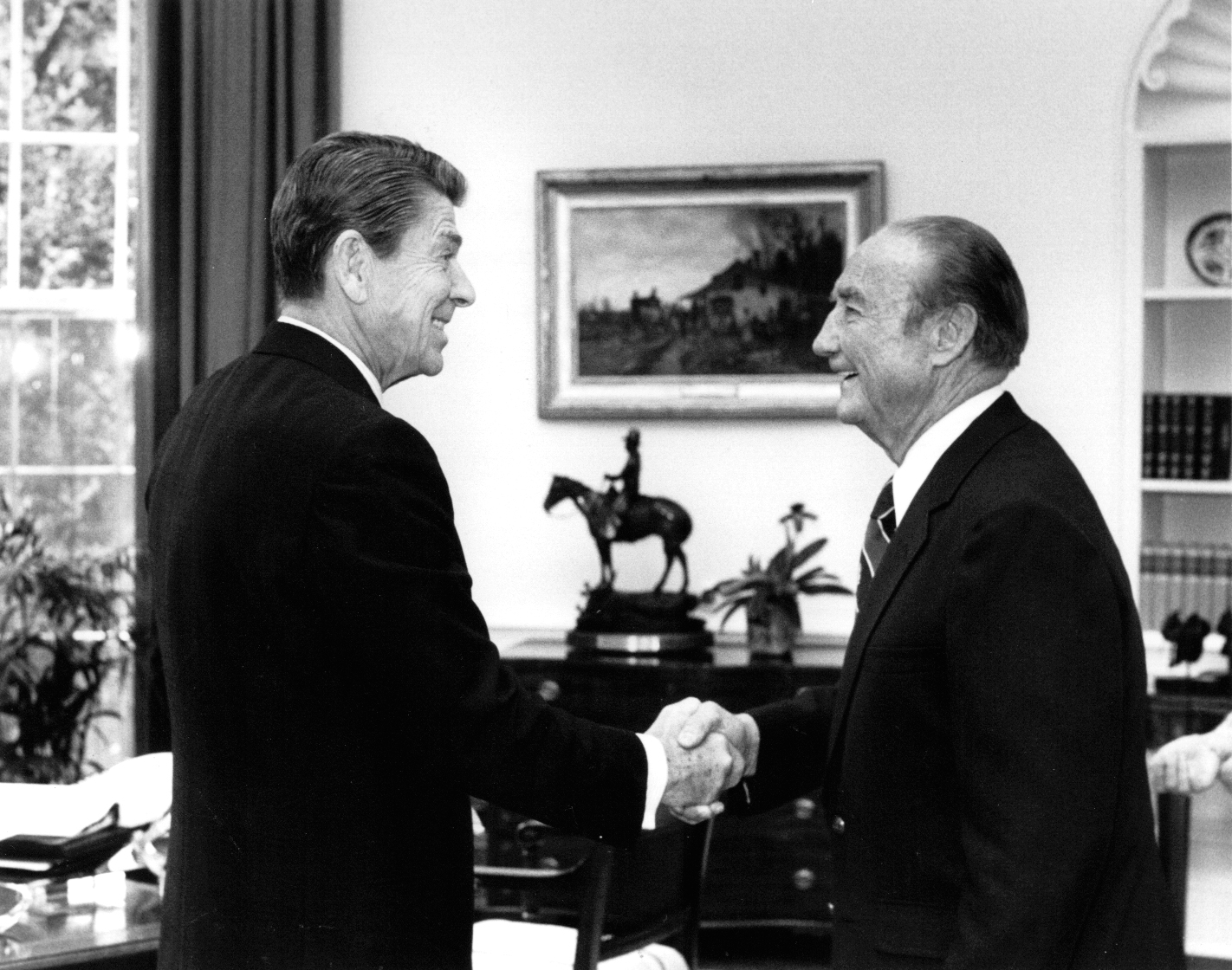
Ronald Reagan y Strom Thurmond desempeñaron papeles influyentes en la vida política de la Universidad Bob Jones.

Desde casi los inicios del Colegio Bob Jones, la mayoría de los estudiantes y profesores procedían del norte de Estados Unidos, donde había una mayor proporción de republicanos que de demócratas que en el sur (que era sólidamente demócrata). Por lo tanto, casi desde su año de fundación, la Universidad Bob Jones contaba con una mayor proporción de republicanos que la comunidad circundante. Después de que el senador de Carolina del Sur Strom Thurmond cambiara su lealtad al Partido Republicano en 1964, los miembros del profesorado de la Universidad Bob Jones se hicieron cada vez más influyentes en el nuevo partido republicano del estado. Antiguos alumnos de la Universidad Bob Jones fueron elegidos para cargos políticos locales y del partido. En 1976, los candidatos apoyados por el profesorado y los antiguos alumnos de la Universidad Bob Jones se hicieron con el partido republicano local, con desafortunadas consecuencias políticas a corto plazo, pero en 1980 la derecha religiosa y los republicanos del "club de campo" habían unido sus fuerzas. A partir de entonces, la mayoría de los candidatos republicanos a cargos locales y estatales buscaban el respaldo de Bob Jones III y saludaban a los votantes de la facultad y el personal en el Comedor Común de la Universidad.
Pronto siguieron los republicanos nacionales. Ronald Reagan habló en la escuela en 1980, aunque los Jones apoyaron a su oponente, John Connally, en las primarias de Carolina del Sur. Más tarde, Bob Jones III denunció a Reagan como "un traidor al pueblo de Dios" por elegir a George H. W. Bush, a quien Jones llamó "demonio", como vicepresidente. Incluso más tarde, Jones III estrechó la mano de Bush y le dio las gracias por ser un buen presidente. En la década de 1990, otros republicanos como Dan Quayle, Pat Buchanan, Phil Gramm, Bob Dole y Alan Keyes también hablaron en la Universidad Bob Jones. Los demócratas rara vez eran invitados a hablar en la universidad, en parte porque adoptaban posturas políticas y sociales (especialmente el apoyo al derecho al aborto) a las que se oponía la Derecha Religiosa.

#### Elecciones de 2000
El 2 de febrero de 2000, el entonces gobernador de Texas, George W. Bush, como candidato a la presidencia, habló durante la hora de capilla de la universidad. Bush pronunció un discurso estándar, sin hacer ninguna referencia específica a la universidad. Sus oponentes políticos no tardaron en señalar que no mencionaba la prohibición de las citas interraciales en la universidad. Durante las primarias de Michigan, Bush también fue criticado por no manifestar su oposición al anticatolicismo de la universidad. La campaña de McCain se dirigió a los católicos con llamadas telefónicas de "Alerta al votante católico", recordándoles la visita de Bush a la Universidad Bob Jones. El representante republicano de Nueva York Peter King, que apoyaba a John McCain en las primarias presidenciales, calificó a Bush de instrumento de las "fuerzas intolerantes anticatólicas", tras la visita. King describió la Universidad Bob Jones como "una institución famosa en Irlanda por conceder un doctorado honorario al tempestuoso líder protestante de Irlanda del Norte, Ian Paisley". Bush negó que conociera o aprobara lo que consideraba políticas intolerantes de la Universidad Bob Jones. El 26 de febrero, Bush envió una carta formal de disculpa al cardenal John Joseph O'Connor de Nueva York por no haber denunciado el historial de declaraciones anticatólicas de la Universidad Bob Jones. En una rueda de prensa posterior a la publicación de la carta, Bush declaró: "No pongo excusas. Tuve una oportunidad y la desaproveché. Lo lamento: .... Ojalá me hubiera levantado entonces y aprovechado el momento para establecer un tono, un tono que yo había establecido en Texas, un tono positivo e integrador". También durante la campaña de las primarias republicanas de 2000 en Carolina del Sur, Richard Hand, profesor de la Universidad Bob Jones, difundió por correo electrónico el falso rumor de que John McCain había engendrado un hijo ilegítimo. Los McCain tienen una hija adoptada de Bangladesh y las encuestas posteriores también insinuaron que la niña era birracial.

#### Retirada de la política
Aunque el número de marzo de 2007 de Foreign Policy incluyó a la Universidad Bob Jones entre "Los centros religiosos más controvertidos del mundo" por su influencia pasada en la política estadounidense, la Universidad Bob Jones ha sido objeto de poca controversia política desde que Stephen Jones es presidente. Cuando un periodista de Newsweek le preguntó si deseaba desempeñar un papel político, Stephen Jones respondió: "No sería mi elección". Además, cuando se le preguntó si se sentía ideológicamente más cercano al compromiso de su padre con la política o a otros evangélicos que han intentado evitar la participación cívica, Jones respondió: "El Evangelio es para los individuos. El principal mensaje que tenemos es para los individuos. No estamos aquí para salvar la cultura". En una entrevista de 2005 en The Washington Post, Jones esquivó las preguntas políticas e incluso admitió que le avergonzaban "algunos de los comentarios más vitriólicos" de sus predecesores. "No quiero entrar en detalles", dijo Jones, "pero entonces se dijeron cosas que hoy no diría". En octubre de 2007, cuando Bob Jones III, como "ciudadano particular", apoyó a Mitt Romney para la candidatura republicana a la presidencia, Stephen Jones dejó claro que deseaba "mantenerse al margen de la política" y que ni él ni la universidad habían apoyado a nadie. A pesar de las reñidas primarias de Carolina del Sur, ninguno de los candidatos subió al estrado del anfiteatro Founders' Memorial de la Universidad Bob Jones durante el ciclo electoral de 2008. En abril de 2008, Stephen Jones declaró a un periodista: "No creo que tenga un hueso político en el cuerpo".

#### Compromiso político renovado
En 2015, la Universidad Bob Jones resurgió como parada de campaña para los republicanos conservadores. Ben Carson y Ted Cruz celebraron grandes mítines en el campus en dos días sucesivos en noviembre. El presidente de la Universidad Bob Jones , Steve Pettit, se reunió con Marco Rubio, Rick Perry, Mike Huckabee y Scott Walker. Jeb Bush, Carson, Cruz y Rubio también aparecieron en un foro presidencial republicano de 2016 en la Universidad Bob Jones. Chip Felkel, consultor republicano de Greenville, señaló que algunos candidatos se identificaban estrechamente "con la gente de Bob Jones. Así que tiene sentido que quieran estar allí". No obstante, a diferencia de los anteriores periodos de participación política de la Universidad Bob Jones, Pettit no respaldó a ningún candidato.
Según el profesor de Ciencias Políticas de la Universidad Furman Jim Guth, como Greenville ha crecido tanto recientemente, es poco probable que la Universidad Bob Jones vuelva a tener la misma influencia política que tuvo entre los años sesenta y ochenta. No obstante, alrededor de una cuarta parte de los graduados de la Universidad Bob Jones siguen viviendo en el norte del estado y, como ha dicho el alcalde Knox White, "los antiguos alumnos han tenido un gran impacto en todas las profesiones y ámbitos de la vida de Greenville".

## Campus
La universidad ocupa 205 acres en el límite oriental de la ciudad de Greenville. La institución se trasladó a sus 25 edificios iniciales durante el curso escolar 1947-48 y los edificios posteriores también fueron revestidos con el ladrillo amarillo claro elegido para los originales.

### Museo y galería
Bob Jones Jr. era un conocedor del arte europeo desde su adolescencia y empezó a coleccionar tras la Segunda Guerra Mundial con unos 30.000 dólares anuales autorizados por el Consejo de Administración de la Universidad. Jones se concentró primero en el barroco italiano, un estilo entonces en desuso y relativamente barato en los años inmediatamente posteriores a la guerra. La colección del museo incluye actualmente más de 400 pinturas europeas de los siglos XIV al XIX, muebles de época y una notable colección de iconos rusos. El museo también incluye una variedad de antigüedades de Tierra Santa. La galería es fuerte en pinturas barrocas e incluye obras notables de Rubens, Tintoretto, Veronese, Cranach, Gerard David, Murillo, Mattia Preti, Ribera, van Dyck y Gustave Doré. La colección del Museo y Galería incluye siete grandes lienzos, parte de una serie de Benjamin West pintada para Jorge III, titulada "El progreso de la religión revelada", que se exhiben en la Capilla Memorial de Guerra. El museo también incluye una variedad de antigüedades de Tierra Santa recogidas a principios del siglo XX por los misioneros Frank y Barbara Bowen.
Cada Semana Santa, la universidad y el Museo y Galería presentan la Galería Viviente, una serie de tableaux vivants que recrean destacadas obras de arte religioso utilizando modelos vivos disfrazados como parte de pinturas bidimensionales.
La Universidad Bob Jones ha sido criticada por algunos fundamentalistas por promover la "falsa doctrina católica" a través de su galería de arte, ya que gran parte del arte barroco se creó para la Contrarreforma.
Un cuadro de Lucas van Leyden que llevaba más de diez años en la colección de la galería y había sido consignado a Sotheby's para su venta fue reconocido por Interpol como arte robado por los nazis del Mittelrhein-Museum de Coblenza. El cuadro fue devuelto a Alemania tras meses de negociaciones entre el Museo Mittelrhein y Julius H. Weitzner (1896-1986), un conocido marchante de pintura antigua.
Tras la muerte de Bob Jones Jr., Erin Jones, esposa del presidente de la Universidad Bob Jones, Stephen Jones, se convirtió en directora. Según David Steel, conservador de arte europeo del Museo de Arte de Carolina del Norte, Erin Jones "llevó ese museo a la era moderna", empleando a "un conservador de primera, John Nolan" y siguiendo "las mejores prácticas en conservación y restauración". El museo colabora con otras instituciones, prestando obras para exposiciones externas, como una muestra de Rembrandt en 2011.
En 2008, el Museo y Galería de la Universidad Bob Jones abrió una ubicación satélite, el Museo y Galería en Heritage Green, cerca del centro de Greenville, que ofrecía exposiciones rotativas del museo principal y actividades interactivas para niños. En febrero de 2017, el Museo y Galería cerró ambas ubicaciones de forma permanente. En 2018, el museo anunció que se construiría una nueva sede en un lugar aún por determinar fuera del campus de la Universidad Bob Jones. En 2021, Erin Jones dijo que el museo estaba explorando una sede permanente cerca del centro de conferencias propuesto en el centro de la ciudad.

### Biblioteca

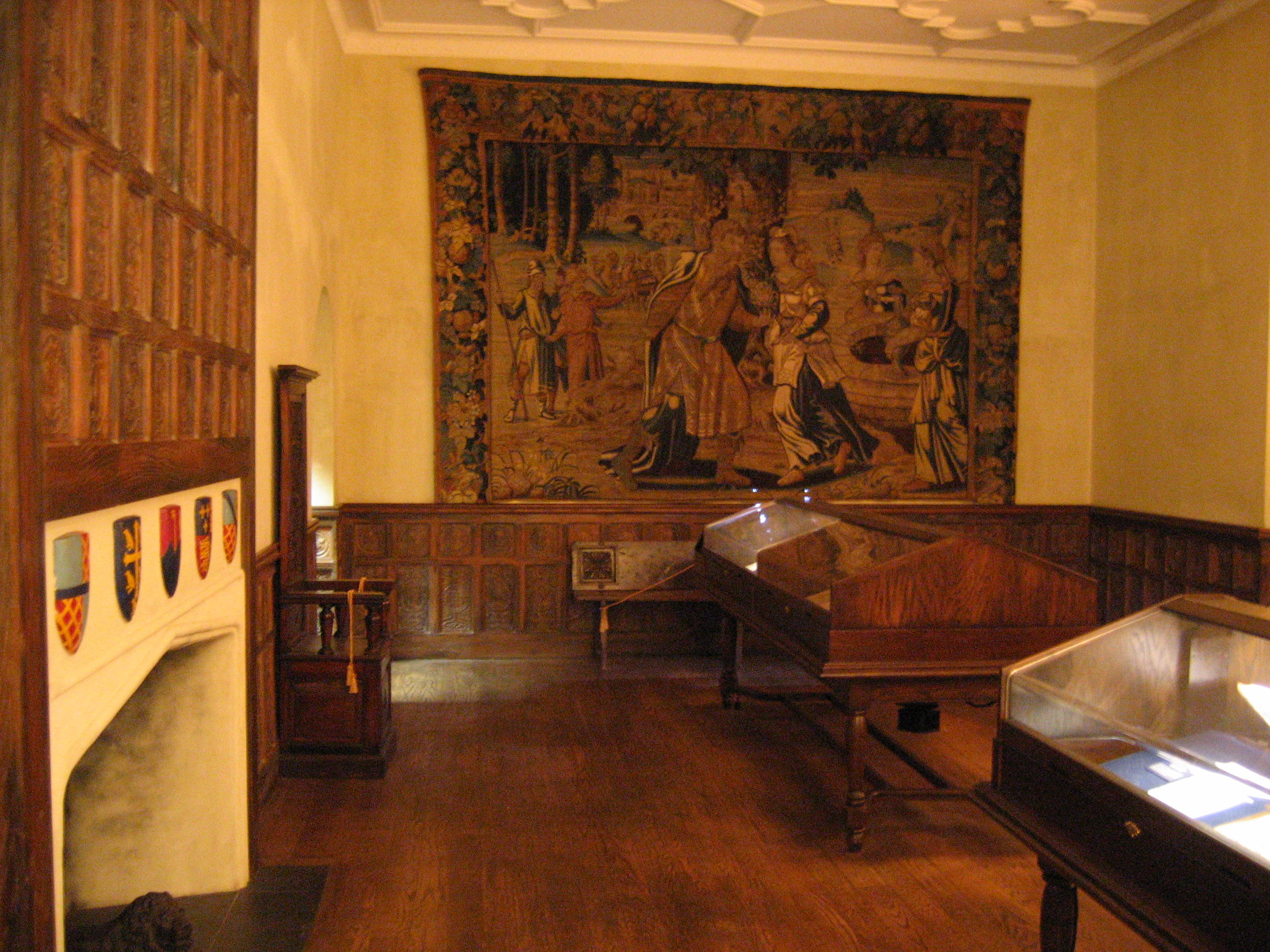
Cámara de Jerusalén, Biblioteca Mack, que contiene una colección de Biblias raras

La Biblioteca Mack (llamada así por John Sephus Mack), de 8.400 m2, alberga una colección de más de 300.000 libros e incluye asientos para 1.200 personas, así como un laboratorio informático y un aula de informática. (Su auxiliar, una biblioteca musical, está incluida en el Centro de Bellas Artes Gustafson). Las Colecciones Especiales de la Biblioteca Mack incluyen una Colección de Hymnody Americana de unos 700 títulos. La "Cámara de Jerusalén" es una réplica de la sala de la Abadía de Westminster en la que se trabajó en la versión del rey Jacobo de la Biblia y en ella se expone una colección de Biblias raras. Una sala contigua de recuerdos conmemora la vida de Bob Jones padre y la historia de la universidad.
El Archivo de Fundamentalismo de la biblioteca recoge artículos periódicos y efímeros sobre asuntos sociales y religiosos de interés para evangélicos y fundamentalistas. Los Archivos de la Universidad conservan copias de todas las publicaciones de la universidad, relatos orales de miembros del profesorado y del personal, restos de correspondencia de la universidad y fotografías y objetos relacionados con la familia Jones y la historia de la universidad.

## Ministerios auxiliares

### Películas inusuales
Tanto Bob Jones padre como Bob Jones Jr. creían que el cine podía ser un medio excelente para la evangelización de masas y, en 1950, la universidad creó Unusual Films dentro de la Escuela de Bellas Artes (el nombre del estudio deriva de un antiguo eslogan promocional de la Universidad Bob Jones, "La universidad más inusual del mundo") Bob Jones Jr. eligió a una profesora de oratoria, Katherine Stenholm, como primera directora. Aunque no tenía experiencia en cine, realizó cursos de verano en la Universidad del Sur de California y recibió instrucción personal de especialistas de Hollywood, como Rudolph Sternad.
Unusual Films ha producido siete largometrajes, cada uno con un énfasis evangelizador: Wine of Morning, Red Runs the River, Flame in the Wind, Sheffey, Beyond the Night, The Printing y Milltown Pride. Wine of Morning (1955), basada en una novela de Bob Jones Jr., representó a Estados Unidos en el Festival de Cannes. Las cuatro primeras películas son dramas históricos ambientados, respectivamente, en los tiempos de Cristo, la Guerra Civil de Estados Unidos, la España del siglo XVI y el Sur de finales del siglo XIX; esta última es un tratamiento ficticio de la vida del evangelista metodista Robert Sayers Sheffey. Beyond the Night sigue de cerca una saga misionera real del siglo XX en África Central y The Printing utiliza personajes compuestos para retratar la persecución de los creyentes en la antigua Unión Soviética. Según The Dove Foundation, The Printing "sin duda instará a los creyentes cristianos de todo el mundo a apreciar las libertades de que disfrutan. Es inspirador". En 1999, Unusual Films empezó a producir largometrajes para niños, como El mapa del tesoro (The Treasure Map), Proyecto Dinosaurio (Proyect Dinosaur) y Juicio de los Apalaches (Appalachian Trial). También estrenaron un cortometraje de animación para niños, The Golden Rom. Unusual Films volvió a su formato habitual en 2011 con el estreno de Milltown Pride, una película histórica ambientada en el norte del estado de Carolina del Sur en la década de 1920.
Unusual Films también mantiene un programa de producción cinematográfica para estudiantes. El programa de Cine y Narración Digital ofrece formación profesional en producción cinematográfica, que combina la enseñanza en el aula con la experiencia práctica en diversas áreas, como la dirección, el montaje y la cinematografía. Antes de graduarse, los estudiantes de último curso producen cortometrajes de alta definición que escriben, dirigen y editan.

### BJU Press
La Prensa de la Universidad Bob Jones, BJU Press, nació de la necesidad de libros de texto para el floreciente movimiento de las escuelas cristianas. La editorial publica una amplia gama de libros de texto de K-12. Más de un millón de estudiantes preuniversitarios de todo el mundo utilizan los libros de texto de la Universidad Bob Jones , que cuenta con unos 2.500 títulos impresos.
BJU Press también ofrece cursos de educación a distancia en línea, a través de DVD y disco duro. Otra empresa auxiliar, la Academy of Home Education, es una "organización de servicios para familias que educan en casa" que mantiene los registros de los estudiantes, administra las pruebas de rendimiento y expide diplomas de secundaria. La editorial vendió su división musical, SoundForth, a Lorenz Publishing el 1 de octubre de 2012.

### Programas preuniversitarios
La universidad gestiona la Academia Bob Jones, en la que se matriculan alumnos desde preescolar hasta duodécimo curso. Con unos 1.100 estudiantes, la composición demográfica de la escuela se inclina mayoritariamente hacia la raza blanca (90,3%), mientras que las minorías no negras constituyen el grueso de las demás etnias. Los alumnos negros representan el 0,5% de la matrícula.

## Controversias

### Denuncias de abusos sexuales
En diciembre de 2011, en respuesta a las acusaciones de mal manejo de los informes de los estudiantes de abuso sexual (la mayoría de los cuales habían ocurrido en sus iglesias de origen cuando los estudiantes eran menores de edad) y un problema de presentación de informes concurrente en una iglesia pastoreada por un miembro de la junta de la universidad, el consejo de administración de la Universidad Bob Jones contrató a un defensor del pueblo independiente, GRACE (Godly Response to Abuse in the Christian Environment), para investigar. Publicado en diciembre de 2014, el informe GRACE sugirió que la Universidad Bob Jones había desalentado a los estudiantes a denunciar abusos sexuales pasados y aunque la universidad se negó a aplicar muchas de las recomendaciones del informe, el presidente Steve Pettit se disculpó formalmente "con aquellos que sintieron que no recibieron de nosotros amor genuino, compasión, comprensión y apoyo después de sufrir abuso o agresión sexual".  La mala gestión de los abusos sexuales por parte de la universidad en el pasado volvió a salir a la luz en agosto de 2020, cuando un estudiante presentó una demanda contra la Universidad Bob Jones y la Universidad Furman alegando que ambas administraciones ignoraron el informe de agresión sexual y expulsaron al estudiante por consumir alcohol, lo que va en contra del manual del Código de Conducta Estudiantil.

### Políticas raciales y prohibición de las citas interraciales
Aunque la Universidad Bob Jones había admitido a estudiantes asiáticos y de otros grupos étnicos desde sus inicios, no matriculó a estudiantes africanos o afroamericanos hasta 1971. De 1971 a 1975, la Universidad Bob Jones sólo admitió a negros casados. Sin embargo, el Servicio de Impuestos Internos (IRS: Internal Revenue Service) ya había determinado en 1970 que "las escuelas privadas con políticas de admisión racialmente discriminatorias" no tenían derecho a la exención de impuestos federales. En 1975, el Consejo de Administración de la Universidad autorizó un cambio de política para admitir a estudiantes negros, una medida que se produjo poco antes del anuncio de la decisión del Tribunal Supremo en el caso Runyon contra McCrary (427 U.S. 160, 1976), que prohibía la exclusión racial en las escuelas privadas. En mayo de 1975, la Universidad Bob Jones amplió las normas contra las citas y los matrimonios interraciales.
En 1976, el Servicio de Impuestos Internos revocó la exención fiscal de la universidad con carácter retroactivo al 1 de diciembre de 1970, porque practicaba la discriminación racial. El caso acabó siendo juzgado por el Tribunal Supremo de EE. UU. en 1982. Después de que la Universidad Bob Jones perdiera la decisión en el caso Bob Jones University v. United States (461 U.S. 574, 1983), la universidad optó por mantener su política de citas interraciales y pagar un millón de dólares en impuestos atrasados. El año siguiente a la decisión del Tribunal, las contribuciones a la universidad disminuyeron un 13%. En 2000, tras el revuelo mediático provocado por la visita del candidato presidencial George W. Bush a la universidad, Bob Jones III suprimió la norma de citas interraciales de la universidad, anunciando el cambio en el programa Larry King Live de la CNN. Ese mismo año, Bob Jones III suscitó críticas tras volver a publicar una carta en la página web de la universidad en la que se refería a mormones y católicos como miembros de "sectas que se autodenominan cristianas".
En 2005, Stephen Jones, bisnieto del fundador, se convirtió en presidente de la Universidad Bob Jones el mismo día que se doctoró en la escuela. Bob Jones III asumió entonces el título de canciller. En 2008, la universidad se declaró "profundamente arrepentida" por haber permitido "que se mantuvieran políticas institucionales racialmente hirientes". Ese año, la Universidad Bob Jones matriculó a estudiantes de cincuenta estados y casi cincuenta países, que representaban diversas etnias y culturas y la administración de la Universidad Bob Jones se declaró "comprometida a mantener en el campus la diversidad racial y cultural y la armonía características de la verdadera Iglesia de Jesucristo en todo el mundo".
En su primera reunión con el gabinete de la universidad en 2014, el quinto presidente Steve Pettit dijo que era apropiado que la Universidad Bob Jones recuperara su estatus de exención de impuestos porque la Universidad Bob Jones ya no mantenía sus posiciones anteriores sobre la raza. "La Biblia es clara", dijo Pettit: "Estamos hechos de una sola sangre". Para el 17 de febrero de 2017, el sitio web del IRS había listado a la universidad como una organización 501 (c) (3), y para mayo de 2017, Universidad Bob Jones había forjado una relación de trabajo con el Centro Phillis Wheatley de Greenville. En 2017, el 9% del cuerpo estudiantil era "de la población minoritaria estadounidense".

## Vida estudiantil

### Ambiente religioso
"Creo en la inspiración de la Biblia (tanto del Antiguo como del Nuevo Testamento); en la creación del hombre por obra directa de Dios; en la encarnación y nacimiento virginal de nuestro Señor y Salvador Jesucristo; en su identificación como Hijo de Dios; en su expiación vicaria por los pecados de la humanidad mediante el derramamiento de su sangre en la cruz; en la resurrección de su cuerpo de la tumba; en su poder para salvar a los hombres del pecado; en el nuevo nacimiento mediante la regeneración por el Espíritu Santo; y en el don de la vida eterna por la gracia de Dios". "

— Credo BJU

La religión es un aspecto importante de la vida y el plan de estudios de la Universidad Bob Jones. El Credo de la Universidad Bob Jones, escrito en 1927 por el periodista y prohibicionista Sam Small, es recitado por estudiantes y profesores cuatro días a la semana en los servicios de capilla.
La universidad también fomenta la plantación de iglesias en zonas de Estados Unidos "muy necesitadas de iglesias fundamentales" y ha proporcionado ayuda financiera y logística a graduados ministeriales para fundar más de cien nuevas iglesias. Bob Jones III también ha animado a estudiantes no ministeriales a aparcar sus planes profesionales durante dos o tres años para proporcionar liderazgo laico a pequeñas iglesias. Estudiantes de diversas carreras participan en Missions Advance (antes Mission Prayer Band), una organización que reza por los misioneros e intenta estimular el interés del campus por la evangelización mundial. Durante los veranos y las vacaciones de Navidad, unos 150 estudiantes participan en equipos que utilizan sus conocimientos musicales, lingüísticos, comerciales y de aviación para promover las misiones cristianas en todo el mundo. Aunque es una corporación independiente sin ánimo de lucro, Asociación Fraternidad evangélica (Gospel Fellowship Association), una organización fundada por Bob Jones Sr. y asociada a la Universidad Bob Jones, es una de las mayores juntas misioneras fundamentalistas del país. A través de su "Fondo Timoteo", la universidad también patrocina a estudiantes internacionales que se están formando para el ministerio.
La universidad exige el uso de la versión del rey Jacobo de la Biblia en sus servicios y aulas, pero no sostiene que esta sea la única traducción inglesa aceptable ni que tenga la misma autoridad que los manuscritos originales hebreos y griegos. La postura de la universidad ha sido criticada por otros fundamentalistas, como la universidad conservadora Colegio Cristiano de Pensacola (PCC: Pensacola Christian College), que en 1998 produjo una cinta de vídeo ampliamente distribuida en la que se argumentaba que esta "levadura contaminante en el fundamentalismo" había pasado del teólogo de Princeton del siglo XIX Benjamin B. Warfield (1851-1921), a través de Charles Brokenshire (1885-1954), a los actuales profesores y graduados de la Universidad Bob Jones.

### Normas de conducta
La vida estudiantil en la Universidad Bob Jones se rige por normas estrictas, algunas de las cuales se basan directamente en la interpretación que la universidad hace de la Biblia. Por ejemplo, el Manual del Estudiante 2015-16 establece: "Los estudiantes deben evitar cualquier tipo de entretenimiento que pueda considerarse inmodesto o que contenga blasfemias, realismo escatológico, perversión sexual, realismo erótico, violencia escabrosa, ocultismo y falsos supuestos filosóficos o religiosos." Entre los motivos de despido inmediato figuran el robo, la inmoralidad (incluidas las relaciones sexuales entre estudiantes no casados), la posesión de pornografía dura, el consumo de alcohol o drogas y la participación en una manifestación pública a favor de una causa a la que se oponga la universidad. Otros "fallos morales" similares son motivo de despido del profesorado y el personal. En 1998, un antiguo alumno homosexual fue amenazado con ser detenido si visitaba el campus.
Durante años, los estudiantes varones debían llevar pantalones, camisas de vestir y corbata en el campus durante el día. Este requisito se ha flexibilizado con el tiempo; los hombres pueden llevar polos o camisas de vestir los días laborables hasta las 17:00 y ya no están obligados a llevar corbata. A partir de 2018, las mujeres ya no están obligadas a llevar faldas o vestidos y ahora pueden llevar pantalones. También están obligadas a asistir a la capilla cuatro días a la semana, así como a al menos dos servicios semanales en una "iglesia fundamental local" aprobada.
Otras normas no se basan en un pasaje bíblico específico. Por ejemplo, el Manual señala que "no hay ningún mandamiento bíblico específico que diga: 'No llegarás tarde a clase', pero un alumno que desee mostrar orden y preocupación por los demás no llegará tarde para distracción del profesor y de los demás alumnos". En 2008, un portavoz del campus también dijo que uno de los objetivos del código de vestimenta era "enseñar a nuestros jóvenes a vestir de forma profesional" en el campus, al tiempo que les daba "la posibilidad de... elegir dentro de las opciones de vestimenta bíblicamente aceptadas" cuando estaban fuera del campus.
Otras normas son que los estudiantes de las residencias deben respetar el toque de queda de las 23.00 horas y apagar las luces a medianoche. Los estudiantes tienen prohibido ir al cine durante su estancia, pero pueden ver películas clasificadas G o PG en las residencias. Los estudiantes no pueden escuchar música popular contemporánea. Los estudiantes varones con privilegios de nivel superior y los estudiantes de posgrado pueden tener vello facial que esté completamente crecido antes del comienzo del semestre, pulcramente recortado y bien mantenido en aproximadamente ½ pulgada o menos. Se espera que las mujeres vistan modestamente y lleven vestidos o faldas que lleguen a la rodilla a clase y a los servicios religiosos.

### Actividades extraescolares

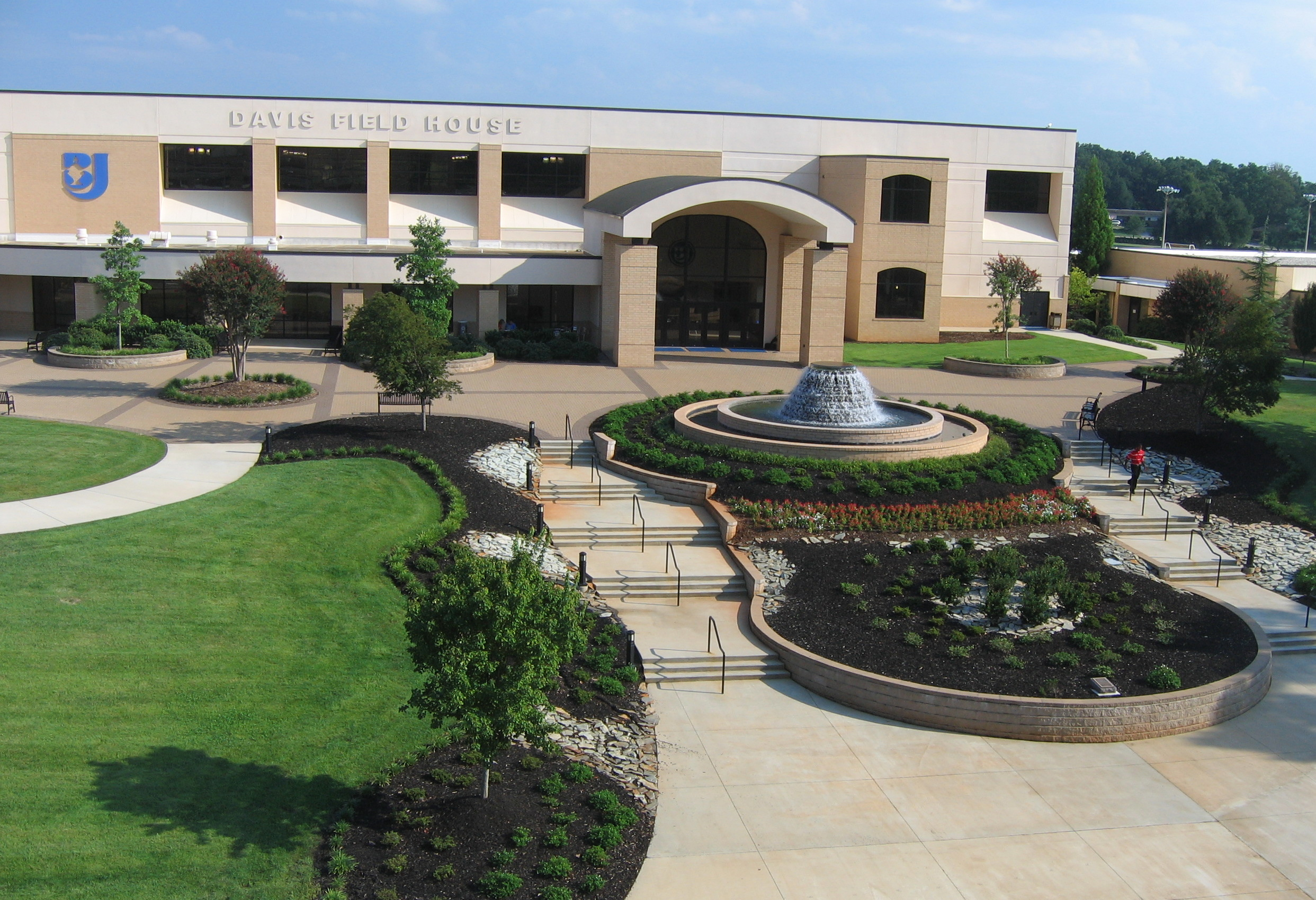
Casa de Campo Davis

Después de que la Universidad Bob Jones abandonara los deportes interuniversitarios en 1933, su programa deportivo intramuros incluía competiciones de fútbol, baloncesto, softball, voleibol, tenis, bádminton, fútbol bandera, tenis de mesa, racquetball y polo acuático. La universidad también compitió en debates intercolegiales dentro de la Asociación Nacional de Debate Educativo (NEDA: National Educational Debate Association), en simulacros de juicios intercolegiales y en competiciones de informática y participó en la Legislatura Estudiantil de Carolina del Sur. En 2012, la Universidad Bob Jones se unió a la División I de la (NCCAA: National Christian College Athletic Association) y en 2014 participó en fútbol intercolegial, baloncesto, campo a través y golf. Los equipos son conocidos como los Bruins.
La universidad exige a todos los estudiantes solteros de primer año menores de 23 años que se unan a una de las 45 "sociedades", que se reúnen la mayoría de los viernes para divertirse y confraternizar y celebran reuniones semanales de oración. Las sociedades compiten entre sí en deportes intramuros, debate y Scholastic Bowl. La universidad también cuenta con un periódico dirigido por estudiantes (The Collegian), y un anuario (Vintage).
A principios de diciembre, miles de estudiantes, profesores y visitantes se reúnen en torno a la fuente del campus para cantar villancicos y encender decenas de miles de luces navideñas. El 3 de diciembre de 2004, la ceremonia batió el récord Guinness de villancicos con 7.514 cantantes.
Antes de 2015, la universidad obligaba a los estudiantes y profesores a asistir a una Conferencia Bíblica de seis días en lugar de las tradicionales vacaciones de primavera. Sin embargo, la universidad anunció que, a partir de 2016, celebraría la Conferencia Bíblica en febrero y daría a los estudiantes una semana de vacaciones de primavera en marzo. La Conferencia suele atraer a predicadores fundamentalistas y laicos de todo el país y algunas reuniones de clase de la Universidad Bob Jones se celebran durante la semana.

## Atletismo

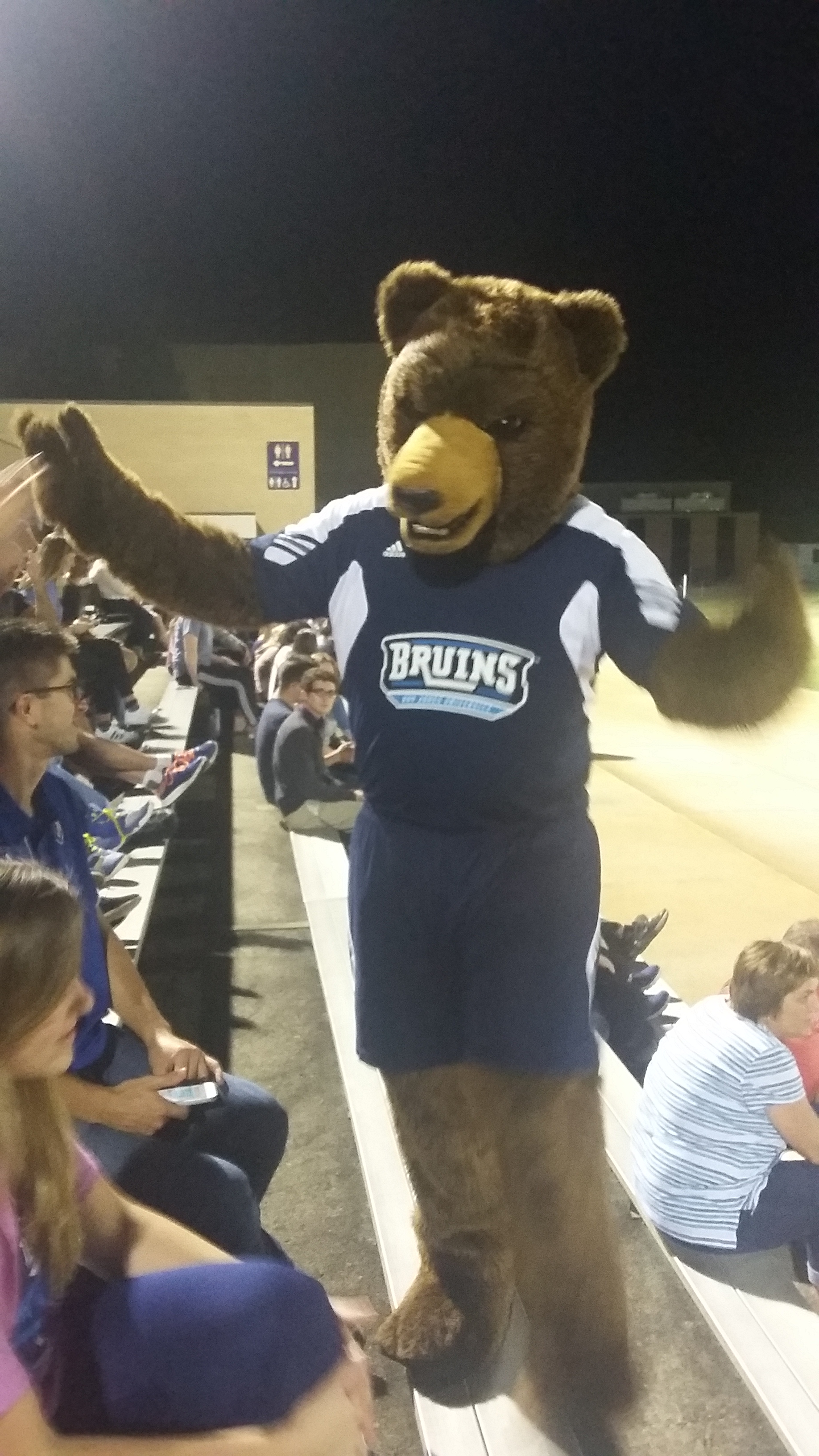
Mascota en un partido de fútbol

Los equipos deportivos de la Universidad Bob Jones se llaman los Bruins. La universidad es miembro de la Asociación Nacional Deportiva de Colegios Cristianos y compite principalmente en la Región Sur de la División II.
Los Bruins compitieron previamente como miembro de las filas de la División III de la NCAA, compitiendo principalmente como Independiente D-III de la NCAA desde 2020-21 hasta 2022-23.
La Universidad Bob Jones compite en 12 deportes universitarios intercolegiales. Los deportes masculinos incluyen béisbol, baloncesto, campo a través, golf, fútbol y atletismo, mientras que los deportes femeninos incluyen baloncesto, voleibol de playa, campo a través, fútbol, atletismo y voleibol.

### Historia
En 2012, la universidad inauguró el atletismo intercolegial con cuatro equipos: fútbol masculino, baloncesto masculino, fútbol femenino y baloncesto femenino. La universidad añadió equipos intercolegiales de golf y campo a través durante el curso 2013-2014. Los deportes de tiro masculino y femenino se añadieron en 2016. El béisbol masculino comenzó en la primavera de 2021 y el voleibol de playa femenino comenzó en la primavera de 2022. El 31 de enero de 2023, el director de atletismo Neal Ring anunció su dimisión. Ring había supervisado Bruins Atletismo desde su creación.
A lo largo de sus primeras 11 temporadas, el departamento de atletismo acumuló 22 campeonatos nacionales de la Asociación Nacional Deportiva de Colegios Cristianos, casi 100 All-Americans y más de 200 Scholar-Athletes. Bruins Atletismo también recibió 6 consecutivos Premios Presidenciales a la Excelencia, en honor al más exitoso programa de atletismo de la NCCAA DII.

### Paso a la División III de la NCAA
En 2018, la Universidad Bob Jones exploró la membresía de la Asociación Nacional Deportiva Universitaria (NCAA: National Collegiate Athletic Association) y la solicitó en enero de 2020. Los Bruins fueron aceptados como miembros provisionales de la División III en junio por tres años, lo que la convierte en la única escuela de la División III en el estado. La escuela ha estado buscando una conferencia.

## Personas notables

### Alumni
Varios graduados de la Universidad Bob Jones han llegado a ser influyentes dentro del cristianismo fundamentalista y evangélico, entre ellos Ken Hay (fundador de los campamentos cristianos "The Wilds") Ron "Patch" Hamilton (compositor y presidente de Majesty Music) Billy Kim (expresidente de la Alianza Mundial Bautista), y Moisés Silva (presidente de la Sociedad Teológica Evangélica). Entre los antiguos alumnos de la Universidad Bob Jones también se encuentran el tercer pastor (1968-1976) de la Iglesia Riverside (Ernest T. Campbell), el expresidente del Academia de becarios de Northland (Les Ollila), el último presidente del Universidad Clarks Summit (Ernest Pickering), y el expresidente del Colegio cristiano de Clearwater (Richard Stratton).
Un antiguo alumno de la Universidad Bob Jones , Asa Hutchinson, fue gobernador de Arkansas y también formó parte del Congreso de Estados Unidos; su hermano Tim Hutchinson fue senador de Estados Unidos. Otros han ocupado cargos en el gobierno estatal: Alan Cropsey, senador por el estado de Michigan; Gordon Denlinger, representante por el estado de Pensilvania; Mark M. Gillen, el expresidente Pro Tempore de la Cámara de Representantes de Carolina del Sur Terry Haskins, la miembro de la Cámara de Representantes de Carolina del Sur Wendy Nanney, el representante estatal de Pensilvania Sam Rohrer, el miembro de la Cámara de Representantes de Misuri Ryan Silvey, el senador estatal de Maryland Bryan Simonaire y su hija, la delegada estatal Meagan Simonaire y el senador estatal de Carolina del Sur Danny Verdin.